# Baljkapsel

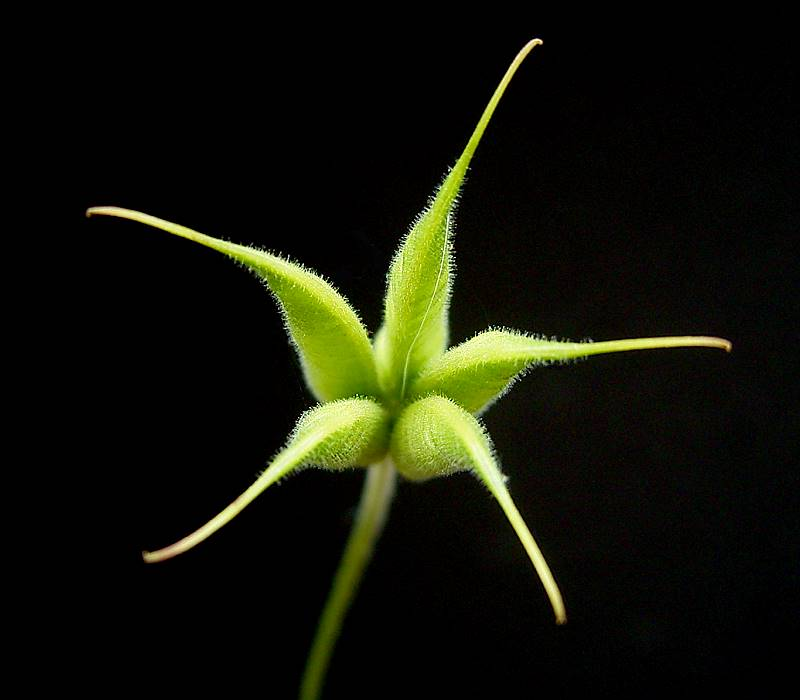
Omogna och ännu ej öppnade baljkapslar av akleja (Aquilegia vulgaris).

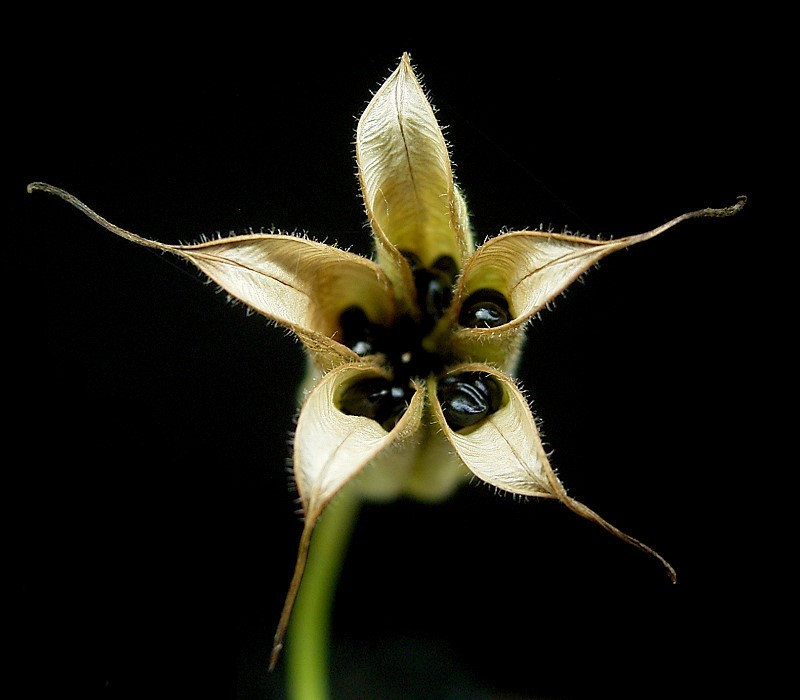
Och efter det att de mognat och öppnats.

Inom botaniken betecknar en baljkapsel (latin: folliculum) en enrummig, torr frukt (kapsel) som bildas av en karpell (fruktblad) och som innehåller minst två frön. Baljkapseln skiljer sig från baljan genom att den endast öppnar sig längs karpellens sammanvuxna kanter ("buksömmen"). Vanligtvis bildas fler än en baljkapsel per blomma. Baljkapslar återfinns bland annat hos magnolior (Magnolia), familjerna ranunkelväxter (Ranunculaceae), pionväxter (Paeoniaceae), stjärnanisväxter (Illiciaceae) och Crossosomataceae samt underfamiljen Spiraeoideae hos rosväxterna.